# Hyperolius protchei
Espèce
Statut de conservation UICN

 DD  : Données insuffisantes
Hyperolius protchei est une espèce d'amphibiens de la famille des Hyperoliidae.

## Répartition
Cette espèce est endémique de l'enclave de Cabinda en Angola, mais sa localité type "Locum Landana dictum, in foliis Musarum" reste introuvable,.

## Taxonomie
L'étymologie du nom d'espèce protchei n'est pas connue, mais Beolens et ses collègues suggèrent que cette espèce porte le nom d'un certain Protche, taxidermiste qui a également collecté des échantillons pour le Muséum national d'histoire naturelle français.
.
Cette espèce pourrait être un synonyme de Hyperolius marmoratus.

## Publication originale
- Rochebrune, 1885 : Vertebratorum novorum vel minus cognitorum orae Africae occidentalis incolarum. Diagnoses (1). Bulletin de la Société Philomathique de Paris, sér. 7, vol. 9, p. 86-99 (texte intégral).